# Притулок (серія книг)
«Притулок» (англ. Asylum) — серія книг, написана американською письменницею Меделін Ру, оригінальна версія видається американським видавництвом HarperCollins Publishers LLC. Ця серія книг є бестселером за версією New York Times у категорії серія романів жахів для дорослих. Цикл містить чотири романи, які містять основу лінію серії: «Притулок» (англ. Asylum), «Повернення у Притулок» (Sanctum), «Притулок. Викрадачі кісток» (Catacomb), «Втеча з Притулку» (Escape from Asylum), а також трьох додаткових повістей: «Алі» (англ. The Scarlets), «Художники кісток» (англ. The Bone Artists), «Наглядач» (англ. The Warden). В Україні ці додаткові повісті видані однією книгою під назвою «Історії з притулку».

## Хронологічний порядок книг
1. «Притулок» (2013) (англ. Asylum);
2. «Повернення у Притулок» (2014) (англ. Sanctum);
3. «Алі» (2014) (англ. The Scarlets);
4. «Притулок. Викрадачі кісток» (2015) (англ. Catacomb);
5. «Художники кісток» (2015) (англ. The Bone Artists);
6. «Втеча з Притулку» (2016) (англ. Escape from Asylum);
7. «Наглядач» (2016) (англ. The Warden);

## Анотація до циклу книг
Історія книг пов'язана шістнадцятирічним Деном Кроуфордом, головним героєм книги, якого обрали для участі в престижній підготовчій літній програмі коледжу в Нью-Гемпширі. Опинившись там, він подружився з двома іншими підлітками, Еббі та Джорданом, з якими він досліджує стару психіатричну лікарню, якою студентський гуртожиток був раніше. Однак те, що вони знаходять, затягує їх у старі та тривожні події. Вони розкриють таємниці, які пов'язують їхні життя із жахливими речами, що відбуваються всередині стін Притулку.
Ця історія є попередженням: розум може зіграти погані ігри з вами, особливо потрапляючи у підземний світ, де ніщо не є таким, яким здається на перший погляд. Наслідки завжди будуть … І вони будуть зовсім не приємними.

## Книги

### Притулок (2013)
Інтрига, яка приголомшує! Старий будинок… Загадкові фотографії… Нічні жахіття… Той, хто потрапляв сюди, залишався тут назавжди. Але Ден цього не знав. Він приїхав сюди на літні курси для обдарованих підлітків і набагато пізніше дізнався, що колись ця будівля була лікарнею для дивних людей. Що відбувалося тут? Чому деякі коридори і підвал замуровані? Хтось потайки стежить за ним. В бібліотеці коледжу Ден з друзями знаходить загадкові фотографії. А незабаром трапляється те, що шокує і учнів, і педагогів. Ден повинен розгадати таємницю притулку, інакше він сам опиниться в небезпеці…

### Повернення у Притулок (2014)
Це місце сниться їм у кошмарах… Ден і його друзі мріють забути про те, що трапилося з ними торік у коледжі. Але жахливі події не залишають у спокої, і пам'ять повертається вночі у вигляді страшних снів. Якось друзі отримують розірвані чорно-білі фотографії, на яких нашкрябано лише кілька слів: «З тобою не покінчено». Вони розуміють, що розгадку таємниці треба шукати в подіях минулого літа. Та для цього їм необхідно повернутися туди, де вони дізналися, що таке справжній страх…

### Притулок. Викрадачі кісток (2015)
Ден, Еббі і Джордан давно мріяли разом з'їздити в Новий Орлеан. Хлопці жадали веселих пригод, але отримане у «Фейсбуці» повідомлення-попередження від друга, який одного разу врятував їм життя, поклало край веселощами — адже той загинув рік тому…
Чим ближче вони до постаючого з руїн після урагану міста, тим сильніше стає відчуття небезпеки. За ними стежить дивний чорний мотоцикліст. Ден розуміє, що накликав на себе і друзів смертельну небезпеку, але саме зараз він наблизився до розгадки загибелі батьків.

### Втеча з Притулку (2016)
Сумнозвісний Бруклін — це лікарня для людей із затьмареною свідомістю. У її стінах головлікар Кроуфорд проводить моторошні експерименти, які називає «своєрідними методами лікування». Сюди потрапляє шістнадцятирічний Рікі Десмонд, і тепер його теж будуть «лікувати». Він стане Пацієнтом Нуль. Рікі пояснюють, що це привілея, і запевняють, що дослідження Кроуфорда зроблять його життя незвичайним і яскравим. Випадково ознайомившись з архівом Брукліну, юнак розуміє, що стати Пацієнтом Нуль означає втратити себе. Він мусить тікати, щоб урятуватися. Інакше на нього чекає щось набагато страшніше, ніж смерть. Щось, від чого немає порятунку. Ніде. Ніколи.

## Персонажі

### Деніель Кроуфорд
Деніель Кроуфорд — головний герой книги. Шістнадцятирічний хлопчик, якого обрали для участі в престижній підготовчій літній програмі коледжу в Нью-Гемпширі, на літо їде вивчати історію в Нью-Гемпширському коледжі. Він тихий, пильний, вдумливий і цікавий. Ден страждає на легку форму дисоціативного розладу; життя та історія хлопця пов'язана з історією притулку Бруклін.

### Еббі Вальдес
Еббі Вальдес — одна із головних героїнь книги. Дівчина у віці Дена, яка теж бере участь у підготовчій програмі коледжу в Нью-Гемпширі, улітку вивчає мистецтво в Нью-Гемпширському коледжі. У книзі її характеризують як «мініатюрну, з великими карими очима та кремовою оливковою шкірою». У Дена та Еббі у книзі присутня любовна лінія.

### Джордан
Джордан — один із головних героїв книги. Хлопець такого ж віку як Еббі та Ден, якого Еббі зустрічає під час поїздки до кампусу. У книзі він описаний як «самовпевнений вираз обличчя, модну зачіску і крутий стильний одяг». Джордан — друг Дена та Еббі.

### Фелікс Шерідан
Фелікс Шерідан — другорядний герой книги. Сусід по кімнаті Дена в Брукліні. У книзі він описаний як «довготелесий підліток … одягнений, як один з тих місіонерів, які ходять від будинку до будинку, у накрохмаленій білій сорочці, темній краватці та штанах у складку».

### Наглядач (Даніел Кроуфорд)
Наглядач (Деніел Кроуфорд) — другорядний герой. Він був наглядачем Брукліна, коли той був притулком. Його експерименти були спрямовані на безсмертя, а він — на поширення своєї «спадщини».

### Денніс Хеймлайн
Денніс Хеймлайн — другорядний герой. Попередній пацієнт притулку Бруклін, який був серійним вбивцею, якого називали «Скульптором», оскільки трупи завмирали у одній позі, завдяки мотузкам, якими він їх обв'язував. Він був «вилікуваний», а потім зник після закриття притулку.

## Критика

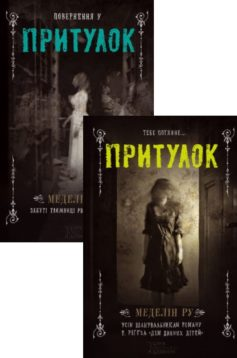
Перекладені видання українською мовою

Common Sense Media дали першій та другій книзі серії по три зірки, написавши про другу книгу, що «Фанати жанру добре проведуть час із швидким, моторошним оповіданням зомбі-романістки Мадлен Ру».

## Переклади українською
На сьогоднішній день на українську мову перекладено лише дві перші книги авторки: «Притулок» (англ. Asylum), «Повернення у Притулок» (англ. Sanctum). В Україні цю серію книг видає «Клуб сімейного дозвілля». Переклала українською мовою Наталія Гоїн.
- «Притулок» (КСД)
- «Повернення у Притулок» (КСД)